# DDR-Rundfahrt 1989
Die 37. DDR-Rundfahrt fand vom 9. bis zum 17. September 1989 statt. Sie führte mit einem Prolog und neun Etappen über 1.011,5 km. Gesamtsieger wurde Uwe Ampler, der nach 1986 und 1987 zum dritten Mal die Rundfahrt gewann. Es war die letzte Austragung der DDR-Rundfahrt.

## Mannschaften
Insgesamt nahmen 112 Fahrer aus 19 Mannschaften teil. Ausländische Teams kamen aus Belgien, den Niederlanden, Norwegen, Polen, Rumänien und der ČSSR. Hinzu kam eine Slowakei-Auswahl. Die Fahrer aus der DDR verteilten sich auf zwei DDR-Auswahlmannschaften, zwei Mannschaften einer sogenannten Berlin-Auswahl, einer BSG-Auswahl mit zum Teil in Ungnade gefallenen Sportlern wie Wolfgang Lötzsch und Martin Goetze sowie auf Sportclubs wie den SC Karl-Marx-Stadt, SC Cottbus, ASK Vorwärts Frankfurt/Oder und den SC Turbine Erfurt. Die Mannschaft des SC DHfK Leipzig mit Uwe Ampler, Uwe Raab, Bert Dietz, Steffen Rein, Thomas Liese und Jan Schur startete jedoch als DDR-Auswahl I.

## Trikots
Bei dieser Rundfahrt wurden sechs Trikots vergeben: das Gelbe Trikot des Gesamtbesten, das Blaue der besten Mannschaft, das Violette des aktivsten Fahrers, das Grüne des besten Bergfahrers, das Rosa des vielseitigsten Fahrers und das Weiße des besten Nachwuchsfahrers.

## Etappen
Die Rundfahrt erstreckte sich mit einem Prolog und neun Etappen über 1.011,5 km.

### Prolog:Dresden(Einzelzeitfahren), 5,5 km
|    | Fahrer          | Mannschaft         | Zeit       |
| -- | --------------- | ------------------ | ---------- |
| 1. | Uwe Ampler      | DDR I              | 6:52 min   |
| 2. | Thomas Liese    | DDR I              | + 0:02 min |
| 3. | Jürgen Werner   | DDR II             | + 0:03 min |
| 4. | Dirk Schiffner  | SC Karl-Marx-Stadt | + 0:05 min |
| 5. | Udo Schwarzbach | Berlin-Auswahl I   | + 0:05 min |
| 6. | Frank Kühn      | Berlin-Auswahl II  | + 0:06 min |

### 1. Etappe: Rund um dasOsterzgebirge, 160 km
|    | Fahrer         | Mannschaft                  | Zeit       |
| -- | -------------- | --------------------------- | ---------- |
| 1. | Olaf Jentzsch  | SC Cottbus                  | 4:31:10 h  |
| 2. | Dirk Schiffner | SC Karl-Marx-Stadt          | + 0:05 min |
| 3. | Uwe Ampler     | DDR I                       | + 0:10 min |
| 4. | Uwe Zeidler    | SC Turbine Erfurt           | + 0:15 min |
| 5. | Eddy Bouwmans  | Niederlande                 | + 0:15 min |
| 6. | Dan Radtke     | ASK Vorwärts Frankfurt/O. I | + 0:15 min |

### 2. Etappe: Dresden –Zwickau, 160 km
|    | Fahrer              | Mannschaft        | Zeit         |
| -- | ------------------- | ----------------- | ------------ |
| 1. | Ronald Rauch        | SC Turbine Erfurt | 4:17:13 h    |
| 2. | Jan Schur           | DDR I             | gleiche Zeit |
| 3. | Stephan Gottschling | SC Cottbus        | gleiche Zeit |
| 4. | Frank Augustin      | DDR II            | +0:17 min    |
| 5. | Pierre Herrinne     | Belgien           | +0:17 min    |
| 6. | Uwe Raab            | DDR I             | +0:17 min    |

### 3. Etappe: Rund imVogtland, 170 km
|    | Fahrer         | Mannschaft         | Zeit       |
| -- | -------------- | ------------------ | ---------- |
| 1. | Uwe Raab       | DDR I              | 4:30,54 h  |
| 2. | Ralf Schmidt   | Berlin-Auswahl I   | + 0:23 min |
| 3. | Bart Leysen    | Belgien            | + 0:27 min |
| 4. | Steffen Uslar  | DDR II             | + 0:30 min |
| 5. | Dirk Schiffner | SC Karl-Marx-Stadt | + 2:16 min |
| 6. | Bert Dietz     | DDR I              | + 2:16 min |

### 4. Etappe: Rund um Zwickau, 82 km
|    | Fahrer          | Mannschaft        | Zeit         |
| -- | --------------- | ----------------- | ------------ |
| 1. | Steffen Rein    | DDR I             | 2:03:12 h    |
| 2. | Jürgen Werner   | DDR II            | gleiche Zeit |
| 3. | Mario Kummer    | SC Turbine Erfurt | gleiche Zeit |
| 4. | Gerd Audehm     | SC Cottbus        | gleiche Zeit |
| 5. | Christian Jäger | Berlin-Auswahl II | gleiche Zeit |
| 6. | Danny In ’t Ven | Belgien           | gleiche Zeit |

### 5. Etappe:Kriteriumin Zwickau, 63 km
|    | Fahrer          | Mannschaft        | Zeit         |
| -- | --------------- | ----------------- | ------------ |
| 1. | Uwe Raab        | DDR I             | 1:28:43 h    |
| 2. | Frank Augustin  | DDR II            | gleiche Zeit |
| 3. | Christian Jäger | Berlin-Auswahl II | gleiche Zeit |
| 4. | Uwe Zeidler     | SC Turbine Erfurt | gleiche Zeit |

### 6. Etappe:  Zwickau –Schwarzenberg, 155 km
|    | Fahrer         | Mannschaft        | Zeit       |
| -- | -------------- | ----------------- | ---------- |
| 1. | Uwe Raab       | DDR I             | 4:14:30 h  |
| 2. | Frank Augustin | DDR II            | + 0:05 min |
| 3. | Marc Siemons   | Niederlande       | + 0:10 min |
| 4. | Uwe Preißler   | SC Turbine Erfurt | + 0:15 min |
| 5. | André Hans     | BSG-Auswahl       | + 0:15 min |
| 6. | Paweł Czopek   | Polen             | + 0:15 min |

### 7. Etappe: Rund um dasErzgebirge, 146 km
|    | Fahrer         | Mannschaft         | Zeit       |
| -- | -------------- | ------------------ | ---------- |
| 1. | Steffen Uslar  | DDR II             | 4:13:34 h  |
| 2. | Uwe Raab       | DDR I              | + 0:38 min |
| 3. | Frank Augustin | DDR II             | + 0:43 min |
| 4. | Uwe Preißler   | SC Turbine Erfurt  | + 0:48 min |
| 5. | Dirk Schiffner | SC Karl-Marx-Stadt | + 0:48 min |
| 6. | Martin Goetze  | BSG-Auswahl        | + 0:48 min |

### 8. Etappe:Raschau–Markersbach(Bergzeitfahren), 10 km
|    | Fahrer              | Mannschaft  | Zeit       |
| -- | ------------------- | ----------- | ---------- |
| 1. | Uwe Ampler          | DDR I       | 18:38 min  |
| 2. | Olaf Jentzsch       | SC Cottbus  | + 0:28 min |
| 3. | Eddy Bouwmans       | Niederlande | + 0:39 min |
| 4. | Uwe Raab            | DDR I       | + 0:40 min |
| 5. | Thomas Liese        | DDR I       | + 0:44 min |
| 6. | Stephan Gottschling | DDR II      | + 0:45 min |

### 9. Etappe: Rund um Schwarzenberg, 60 km
|    | Fahrer         | Mannschaft         | Zeit       |
| -- | -------------- | ------------------ | ---------- |
| 1. | Jan Schur      | DDR I              | 1:41:57 h  |
| 2. | Uwe Ampler     | DDR I              | + 0:06 min |
| 3. | Olaf Jentzsch  | SC Cottbus         | + 0:11 min |
| 4. | Eddy Bouwmans  | Niederlande        | + 0:16 min |
| 5. | Mario Kummer   | SC Turbine Erfurt  | + 0:16 min |
| 6. | Dirk Schiffner | SC Karl-Marx-Stadt | + 0:16 min |

## Gesamtwertungen

### Gelbes Trikot (Einzelwertung)
|     | Fahrer              | Mannschaft         | Zeit       |
| --- | ------------------- | ------------------ | ---------- |
| 01. | Uwe Ampler          | DDR I              | 37:30:16 h |
| 02. | Eddy Bouwmans       | Niederlande        | + 1:36 min |
| 03. | Dirk Schiffner      | SC Karl-Marx-Stadt | + 2:01 min |
| 04. | Uwe Raab            | DDR I              | + 3:40 min |
| 05. | Uwe Zeidler         | SC Turbine Erfurt  | + 3:50 min |
| 06. | Stephan Gottschling | DDR II             | + 5:25 min |
| 07. | Bart Leysen         | Belgien            | + 5:47 min |
| 08. | Ronald Rauch        | SC Turbine Erfurt  | + 7:28 min |
| 09. | Andrzej Lewinski    | Polen              | + 7:46 min |
| 10. | Jan Schur           | DDR I              | + 7:49 min |

### Blaues Trikot (Mannschaft)
|    | Mannschaft        | Zeit |
| -- | ----------------- | ---- |
| 1. | DDR I             |      |
| 2. | DDR II            |      |
| 3. | SC Turbine Erfurt |      |

### Violettes Trikot (Aktivster Fahrer)
|    | Fahrer         | Mannschaft       | Punkte |
| -- | -------------- | ---------------- | ------ |
| 1. | Frank Augustin | DDR II           | 48     |
| 2. | Ralf Schmidt   | Berlin-Auswahl I | 37     |
| 3. | Uwe Ampler     | DDR I            | 25     |

### Grünes Trikot (Bester Bergfahrer)
|    | Fahrer        | Mannschaft  | Punkte |
| -- | ------------- | ----------- | ------ |
| 1. | Uwe Ampler    | DDR I       | 57     |
| 2. | Eddy Bouwmans | Niederlande | 33     |
| 3. | Jürgen Werner | DDR II      | 25     |

### Rosa Trikot (Vielseitigster Fahrer)
|    | Fahrer   | Mannschaft |
| -- | -------- | ---------- |
| 1. | Uwe Raab | DDR I      |

### Weißes Trikot (Nachwuchsfahrer)
|    | Fahrer         | Mannschaft         |
| -- | -------------- | ------------------ |
| 1. | Eddy Bouwmans  | Niederlande        |
| 2. | Dirk Schiffner | SC Karl-Marx-Stadt |
| 3. | Uwe Zeidler    | SC Turbine Erfurt  |

## Anmerkung
1. ↑  Bei allen Zeitangaben sind die Etappenzeitgutschriften bereits mit eingerechnet.